# Talulah Gosh
Pour les articles homonymes, voir Gosh.
Talulah Gosh était un groupe de pop à guitare originaire d'Oxford, Angleterre, et l'un des principaux groupes du mouvement Twee pop. Formés en 1986, il était composé à l'origine de Amelia Fletcher (voix, guitare et auteur de la plupart des morceaux), son jeune frère Mathew Fletcher (batteur), Peter Momtchiloff (guitare), Rob Pursey (basse) et Elizabeth Price (voix, guitare). Pursey a quitté le groupe tôt et a été remplacé par Chris Scott.
Le groupe a joué son premier concert le 7 mars 1986. Il publia plus tard la même année deux singles sur le label de Glasgow 53rd & 3rd, "Beatnik Boy" et "Steaming Train". Ces singles, notamment le premier, se voulaient particulièrement enfantins. Cette approche était aussi soulignée par les surnoms que s'étaient donnés les membres du groupe : "Marigold" pour Amelia, "Pebbles" pour Elisabeth et "fat Mat" pour Mathew Fletcher.
Pour le troisième single, le groupe a utilisé une chanson jouée dans l'émission de Janice Long sur Radio 1 en août 1986, "Talulah Gosh". Elizabeth Price a quitté le groupe à la fin de l'année et le single sorti le 30 mai 1987, était le premier auquel participait sa remplaçante Eithne Farry (voix, tambourin). Un video-clip a été réalisé et diffusé dans l'émission de ITV "The Chart Show", donnant au groupe une plus grande audience. Le single était produit par John Rivers, comme le suivant "Bringing Up Baby", une chanson pop sophistiquée, sortie en janvier 1988.
Une session enregistrée pour l'émission de John Peel fut diffusée le même mois. 
Le dernier single du groupe, une chanson punk dans le style des Ramones, vaguement inspirée d'un jingle de publicité pour le ketchup Heinz, fut publié en mai. Le groupe se sépara plus tard dans l'année.
Amelia et Mathew Fletcher ainsi que Peter Momtchiloff créèrent alors Heavenly (groupe anglais) avec le cofondateur de Talulah Gosh Rob Pursey de retour dans la formation.

## Discographie
- Beatnik Boy (single, 1986)
- Steaming Train (single, 1986)
- Talulah Gosh (single, 1987)
- Bringing Up Baby (single, 1987)
- Testcard Girl (single, 1988)
- Rock Legends Vol.69 (compilation de singles, 1988)
- They've Scoffed The Lot (sessions radio, 1991)
- Backwash (intégrale plus morceaux enregistrés en concert, 1996)